# Evasio Montanella
Evasio Montanella (Genova, 24 dicembre 1878 – Genova, 10 giugno 1940) è stato un pittore italiano.
Fu uno dei maggiori pittori genovesi a cavallo fra XIX e XX secolo.
Figlio di Giovanni Angelo Giuseppe (nato ad Asti nel 1852) e di Maria Martinetto (nata a Montemagno d'Asti) nel 1853. Evasio era anche il nome del nonno materno. Il nonno paterno Giovanni Battista di Asti, nato nel 1821, è deceduto a Pra' nel 1887.
Dipinse sia nature morte che scene di vita quotidiana, preferendo argomenti marini quali il mondo dei pescatori, dei pescivendoli, delle rammendatrici di reti, tra i quali passò la sua vita.
Fu consigliere comunale della natìa Pra', oggi quartiere di Genova ma un tempo comune autonomo, dal 1910 al 1919.
Genova gli ha dedicato una via nel suo luogo natale, una scuola elementare sita in Via Branega e l'"Associazione Corale Evasio Montanella", nata nel 1984 per opera del Maestro Gianfranco Giolfo.